# Закон за запазване на момента на импулса
Моментът на импулса при въртеливите движения е аналог на момента на една тяло при постъпателните движения. Той се дефинира като произведение от ъгловата скорост и инерчния момент.
Законът за запазване на момента на импулса е един от основните закони за запазване във физиката и гласи, че за всяка затворена система, когато резултантният вектор на външните сили спрямо центъра на масите е нула, моментът на импулса не се изменя с течение на времето. Този закон илюстрира изотропността на пространството при относително въртене.
Опростената му форма е {\displaystyle \sum {\overline {L}}=const} ако системата е в равновесие. Също така трябва да се отбележи, че законът важи за абсолютно твърди тела т.е. за определен период от време всички точки на тялото се завъртат на един и същ ъгъл.